# Mandevilla symphytocarpa
Mandevilla symphytocarpa là một loài thực vật có hoa trong họ La bố ma. Loài này được (G.Mey.) Woodson mô tả khoa học đầu tiên năm 1932.